# Pólibo (rey de Sición)
En la mitología griega Pólibo (Πόλυβος, Pólybos) fue uno de los reyes de Sición e hijo del dios Hermes. Eusebio dice que Pólibo, el vigésimo rey sicionio, gobernó durante cuarenta años, después del epónimo Sición.
De Sición nació Ctonófila, y de Ctonófila y de Hermes dicen que nació Pólibo; después Fliante, hijo de Dioniso, se casó con ella, y le nació un hijo, Androdamante. Pólibo dio en matrimonio su hija Lisianasa a Tálao, hijo de Biante, rey de los argivos; y cuando Adrasto huyó de Argos, fue a Sición junto a Pólibo, y después de morir Pólibo, obtuvo el poder en Sición. Cuando Adrasto regresó a Argos, Yanisco, descendiente de Clitio, el suegro de Lamedonte, vino del Ática y fue rey y, al morir Yanisco, Festo, del que se dice que fue uno de los hijos de Heracles.
Algunos autores consideraban que el pescador Glauco era hijo de Pólibo con Eubea, hija de Larimno.